# Опасная женщина
«Опасная женщина» (англ. A Dangerous Woman) — американский кинофильм 1993 года в жанре драмы, производства «Amblin Entertainment». Фильм является экранизацией одноимённого произведения Мэри Макгэрри Моррис. Исполнительница главной роли Дебра Уингер была номинирована на премию «Золотой глобус» в номинации «Лучшее исполнение», а также стала призёром Международного кинофестиваля в Токио в номинации «Лучшая женская роль».

## Сюжет
Марта, застенчивая и малопривлекательная женщина, изо всех сил пытается жить нормальной жизнью, несмотря на работу прачки и каждодневные «войны за правду». Своё жильё она делит со своей тётей, которая готова рассориться с Мартой по всяким мелочам. И так продолжалось до тех пор, пока в их жизни не появляется один мужчина, местный разнорабочий Колин…

## В ролях
| Исполнитель      | Роль          |
| ---------------- | ------------- |
| Лори Меткалф     | Анита Белл    |
| Дебра Уингер     | Марта Хорган  |
| Барбара Херши    | Фрэнсис Бичем |
| Джон Терри       | Стив Белл     |
| Мэгги Джилленхол | Патси Белл    |
| Гэбриэл Бирн     | Колин         |
| Хлоя Уэбб        | Бёрди         |
| Дэвид Стрэтэйрн  | Гетсо         |

## Критика
В целом фильм получил положительные отзывы со стороны критиков, хотя некоторые из них отмечали, что фильм можно было назвать скорее мелодрамой, нежели драмой.